# Kašpar Bedřich z Lambergu
Hrabě Kašpar Bedřich z Lambergu, též z Lamberka (německy Kaspar Friedrich, Graf von Lamberg-Kunstadt, 1648, Münster – 20. července 1686, Brno) byl moravsko-rakouský a německý šlechtic z hraběcího rodu Lambergů z Kunštátu, svobodný pán z Orteneggu a Ottensteinu.

## Život

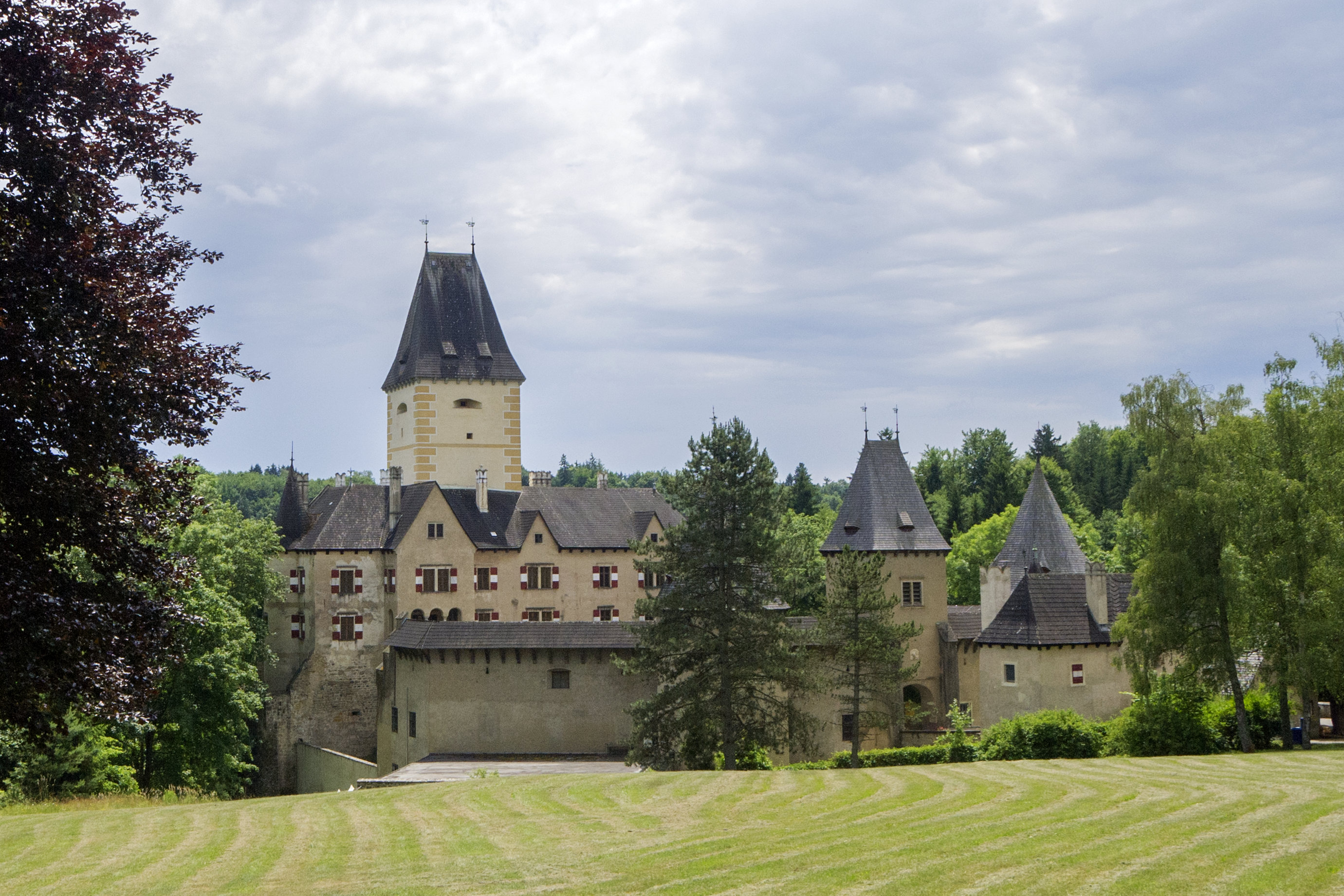
Hrad Ottenstein

Narodil se v roce 1648 v německém Münsteru jako předposlední syn říšského hraběte diplomata Jana Maxmiliána z Lambergu (1608–1682) z rodu Lambergů původem z Korutan a Kraňska, který vlastnil majetky v Horním Rakousku (Štýrsku) a jeho manželky hraběnky Judity Rebeky Eleonory Bruntálské z Vrbna (1612–1690), dcery Jiřího Bruntálského z Vrbna († 1625), člena moravského direktoria, jenž byl za účast na rebelii proti císaři vězněn na Špilberku, kde zemřel.
Kašpar Bedřich měl tři sourozence, staršího bratra Františka Josefa (1637–1712), který se stal císařským diplomatem a dvořanem, sestru Johanu Terezii, provdanou z Harrachu, která byla dvorní dámou španělské královny Marie Anny Habsburské a mladšího bratra Jana Filipa (1651–1712), který byl knížetem-biskupem pasovské diecéze a kardinálem.
Kašpar Bedřich z Lambergu zemřel 20. července 1686 v Brně v Habsburské monarchii ve věku 38 let.

### Manželství a potomstvo
Kašpar Bedřich z Lambergu byl dvakrát ženat.
V prvním manželství se v roce 1675 oženil s Marií Františkou Terezou Hýzrlovou z Chodů († 1684). Z tohoto manželství se narodily tři děti:
- Karel Benedikt z Lamberka-Kunštátu (27. května 1675 – 9. října 1721), hrabě z Lambergu, dne 3. května 1702 se oženil s hraběnkou Marií Ludovikou Antonií z Khevenhüller-Eichelbergu (14. prosince 1684 – 3. května 1742)
- Anna Aloisie Maxmiliana z Lambergu (* asi 1676/1677 – 28. června 1738), poprvé provdaná kolem roku 1695 (rozvod 1697) za hraběte Františka Michaela Hýzrleho z Chodů. V letech 1696 až 1699 milenka polského krále Bedřicha Augusta Saského (22. května 1670 – 1. února 1733). Dne 1. listopadu 1698 se provdala za hraběte Gustava Hanibala z Oppersdorfu († 29. prosince 1744), udržovala však také vztah s knížetem Alexandrem Benediktem Sobieským (9. září 1677 – 16. listopadu 1714), synem krále Jana III. Sobieského
- Marie Františka Isabela Antonie Rebeka z Lambergu (8. června/července 1682, Brno – 1748), dne 26. května 1702 se ve Vídni provdala za hraběte Františka Antonína Ungnada z Weissenwolffu (27. července 1679 – únor 1715, Linec)

Ve druhém manželství z 31. prosince 1684 byl ženatý s hraběnkou Marií Aloisií Terezií Waldbursko-Zeilskou (asi 1658 – 14. srpna 1717). Toto manželství zůstalo bezdětné.